# Minnesota
Il Minnesota (AFI: /minneˈzɔta/; in inglese [mɪnɨˈsoʊtə]), con sigla MN, è uno Stato federato degli Stati Uniti d'America, entrato a far parte dell'Unione l'11 maggio 1858 come trentaduesimo stato. Si tratta del 22º stato più popoloso, con una popolazione di 5 737 915 abitanti, e la capitale è Saint Paul (307 695 abitanti), con Minneapolis che è invece la città più popolosa (425 403 abitanti); altri centri rilevanti sono Duluth (86 372 abitanti), Rochester (121 465 abitanti) e Bloomington (89 298 abitanti). La superficie pari a 225163 km², che corrisponde al 2,25% del suolo statunitense, ne fa il dodicesimo Stato più esteso degli Stati Uniti; gran parte del territorio è occupato da laghi e fiumi, inclusa una parte del Lago Superiore.
Situato in posizione centro-settentrionale, e confinante con Canada, Dakota del Nord e Dakota del Sud, Iowa e Wisconsin, il Minnesota è conosciuto come la terra dei 10 000 laghi (in realtà sono quasi 12 000). Inoltre conta 6 500 fra torrenti e fiumi, fra cui l'omonimo Minnesota e il Mississippi, che sfociano in tre diverse direzioni: Baia di Hudson in Canada a nord, Oceano Atlantico a est e Golfo del Messico a sud.
Per la sua posizione geografica il Minnesota ha un clima che, nella stessa stagione, varia sensibilmente da settentrione a meridione. Ugualmente differenziato è il territorio, con praterie e fertili pianure a ovest e a sud, e ricco di boschi di conifere a nord e folte foreste a est (la parte un tempo conosciuta come Big Wood).

## Origini del nome
Il nome dello Stato deriva dal termine sioux del fiume Minnesota, mnisota, con il significato di "fiume dall'acqua torbida", da mni "fiume" e sota "appannato". I primi esploratori interpretarono il nome dakota del fiume Minnesota in diversi modi, e vennero considerate quattro diverse formulazioni del nome quando venne costituito il Territorio del Minnesota nel 1849. Il popolo Dakota mostrò il nome ai primi coloni versando il latte nell'acqua e chiamandolo mní sóta. Molti luoghi nello stato hanno nomi simili, come le cascate Minnehaha ("acque increspate", o "cascate"), Minneiska ("acqua bianca"), Minneota ("molta acqua"), Minnetonka ("grandi acque"), Minnetrista ("acque in pendenza"), e Minneapolis, da mni più il greco polis.

## Storia
Quando gli europei arrivarono nel Nord America, il popolo Dakota viveva in quello che oggi è il Minnesota; i primi europei ad entrare nella regione erano viaggiatori francesi, commercianti di pelli che arrivarono nel XVII secolo. Utilizzarono il Grand Portage per accedere alle aree di caccia e scambio nel Minnesota; gli Anishinaabeg (anche conosciuti come Ojibway o Chippewa) stavano migrando nel Minnesota, causando tensioni con il popolo Dakota, e fecero spostare i Mdewakanton dalla loro terra natia lungo il lago Mille Lacs. Esploratori come Daniel Greysolon, Sieur du Lhut, padre Louis Hennepin, Jonathan Carver, Henry Schoolcraft e Joseph Nicolas Nicollet contribuirono a mappare la regione.
La regione fu parte della Louisiana spagnola dal 1762 al 1802; la parte dello stato ad est del fiume Mississippi divenne parte degli Stati Uniti d'America alla fine della guerra d'indipendenza americana, con la firma del Trattato di Parigi (1783). Le terre ad ovest del fiume Mississippi furono acquisite con l'Acquisto della Louisiana, anche se la Compagnia della Baia di Hudson contestò la Red River Valley fino al Trattato del 1818, quando venne stabilito il confine lungo il 49º parallelo Nord. Nel 1805 Zebulon Pike si accordò con i nativi americani per acquisire le terre alla confluenza dei fiumi Minnesota e Mississippi per creare una riserva militare; seguì la costruzione di Fort Snelling tra il 1819 ed il 1825. I soldati costruirono un mulino e una segheria presso le cascate di Saint Anthony, e furono i precursori delle industrie alimentate dall'acqua attorno alle quali in seguito crebbe Minneapolis. Nel frattempo occupanti abusivi, funzionari governativi e altri si erano stabiliti vicino al forte; nel 1839 l'esercito li costrinse a lasciare le terre militari e la maggior parte si trasferì a valle, appena fuori dalla riserva militare, nell'area che divenne Saint Paul.
Il Minnesota fu parte di diverse organizzazioni territoriali tra l'acquisizione e l'ingresso nell'Unione; dal 1812 al 1821 fu parte del Territorio del Missouri, che corrispondeva a quasi tutto l'Acquisto della Louisiana. Fu per un breve periodo un territorio non organizzato (1821-1834) e fu poi consolidato al Wisconsin, all'Iowa e a metà delle Dakota per costituire il Territorio del Michigan, che durò per un breve periodo dal 1834 al 1836. Dal 1836 al 1848 il Minnesota e l'Iowa furono parte del Territorio del Wisconsin e dal 1838 al 1846 la parte del Minnesota ad ovest del fiume Mississippi fu parte del Territorio dell'Iowa. La parte ad est del fiume rimase invece nel Territorio del Wisconsin fino al 1848. Quando l'Iowa entrò nell'Unione, il Minnesota occidentale tornò ad essere un territorio non organizzato. Il Territorio del Minnesota fu costituito il 3 marzo 1849; il primo parlamento territoriale, riunitosi il 2 settembre 1849, era dominato da uomini provenienti dalla Nuova Inghilterra. Migliaia di pionieri giunsero nel territorio per costruire fattorie e approvvigionarsi di legname; il Minnesota divenne il 32º stato degli Stati Uniti l'11 maggio 1858. La popolazione che proveniva dalla Nuova Inghilterra era in proporzione talmente schiacciante che lo stato venne soprannominato "la Nuova Inghilterra dell'Ovest".
I trattati tra il governo statunitense e i Dakota e gli Ojibwe orientali obbligarono gradualmente i nativi a lasciare le loro terre, verso riserve; con le condizioni in peggioramento per i Dakota orientali, le tensioni crebbero, portando alla guerra di Piccolo Corvo. Il conflitto scoppiò quando quattro giovani Dakota in cerca di cibo, uccisero una famiglia di coloni bianchi il 17 agosto 1862; quella notte, una fazione dei Dakota orientali di Piccolo Corvo decise di provare a scacciare tutti i coloni dalla valle del fiume Minnesota. Nelle settimane che seguirono i guerrieri Dakota uccisero centinaia di coloni, causando la fuga di migliaia di persone. La guerra durò sei settimane e terminò con la sconfitta dei Dakota orientali e la prigionia per duemila di essi, che furono poi esiliati nella riserva di Piccolo Corvo nella grande riserva dei Sioux nel Territorio del Dakota. I restanti 4 500-5 000 Dakota lasciarono lo stato verso la Terra di Rupert. Circa 800 coloni morirono nella guerra.
Il governatore del Minnesota Alexander Ramsey dichiarò successivamente che "gli indiani Sioux del Minnesota devono essere sterminati o condotti per sempre oltre i confini dello stato" e mise una taglia di 25 dollari per ogni scalpo di uomo Dakota. Oltre 1 600 donne, bambini e anziani Dakota si misero in marcia dalla Lower Sioux Agency verso Fort Snelling per attendere la primavera e imbarcarsi sui battelli che li portarono dal Minnesota alla riserva indiana di Piccolo Corvo. William Crooks, comandante del 6º reggimento di fanteria del Minnesota, fece costruire una palizzata intorno all'accampamento su Pike Island, appena sotto il forte, per proteggere i nativi dai soldati e dai coloni; in quel luogo, le condizioni erano comunque difficili, e tra 125 e 300 persone morirono di stenti. Circa 400 uomini Dakota furono processati dopo la guerra; 303 furono condannati a morte, ma Abraham Lincoln revisionò i processi e approvò 39 delle pene capitali. Nel dicembre 1862, 38 furono impiccati.
All'inizio del 1863 Ramsey si dimise da governatore per divenire Commissario federale per gli indiani; il suo successore, il governatore Henry Swift, aumentò la taglia a 200 dollari per ogni scalpo. 325 dollari vennero effettivamente pagati a quattro cacciatori di taglie, incluso quello che uccise Piccolo Corvo nel luglio 1863. Dopo essere divenuto Commissario per gli indiani, Ramsey decise di conquistare anche le terre degli Ojibwe; nel 1863 negoziò il Trattato di Old Crossing, con cui gli Ojibwe cedettero tutte le loro terre nel Minnesota settentrionale e si spostarono nelle riserve.
Il legname, l'agricoltura e le ferrovie furono i capisaldi dell'economia del Minnesota; le segherie a Saint Anthony Falls e i centri del legno di Pine City, Marine on St. Croix, Stillwater e Winona processavano enormi quantità di legname: queste città erano situate sui fiumi, che erano ideali per il trasporto. St. Anthony Falls fu poi sfruttata per fornire energia per i mulini per la farina. Le innovazioni dei mugnai di Minneapolis portarono alla produzione della farina "brevettata" del Minnesota, che costava quasi il doppio della farina "da panettiere" o "chiara" che sostituiva. Nel 1900 i mulini del Minnesota, guidati da Pillsbury, Northwestern e da Washburn-Crosby (antenata di General Mills), fornivano il 14,1% del grano dell'intera nazione.

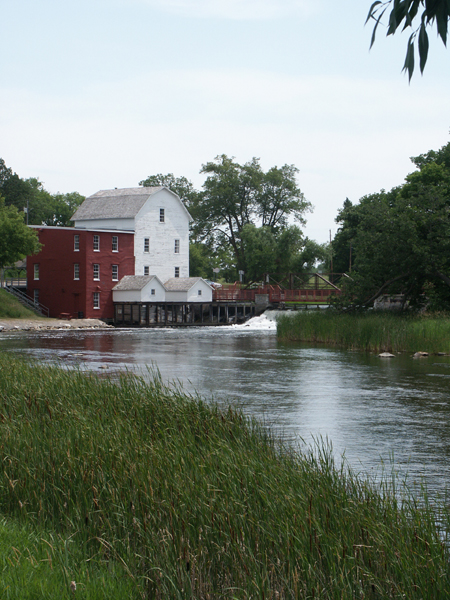
Phelps Mill nella contea di Otter Tail

L'industria dell'acciaio dello stato venne fondata con la scoperta di ferro nelle catene montuose Vermilion e Mesabi negli anni 1880, seguiti da Cuyuna all'inizio del 1900. I minerali viaggiavano con i treni fino a Duluth e Two Harbors per essere imbarcati su navi verso est tramite i Grandi Laghi.
Lo sviluppo industriale e la crescita del manifatturiero portò la popolazione a spostarsi gradualmente dalle aree rurali verso le città all'inizio del XX secolo. Ciononostante, l'agricoltura rimase fondamentale; l'economia del Minnesota fu colpita duramente dalla Grande depressione, portando alla diminuzione dei prezzi per gli agricoltori, licenziamenti tra i minatori, e rivolte dei sindacati. Ad aggravare le avversità, la parte occidentale dello stato e i Dakota vennero colpiti da una forte siccità tra il 1931 ed il 1935. I programmi del New Deal risollevarono l'economia: i Civilian Conservation Corps ed altri programmi istituirono posti di lavoro per gli indiani nelle loro riserve, e l'Indian Reorganization Act del 1934 fornì alle tribù dei meccanismi di autogoverno. Questi strumenti diedero ai nativi una maggiore influenza all'interno del Minnesota, e promossero il rispetto per le usanze tribali, con le loro cerimonie religiose e lingue natie.
Dopo la seconda guerra mondiale lo sviluppo industriale accelerò; le nuove tecnologie incrementarono la produttività delle fattorie con l'automazione e gli allevamenti intensivi, le mungitrici automatiche e l'allevamento del pollame. Le coltivazioni divennero maggiormente specializzate, con l'ibridizzazione di mais e farina, e i trattori e le mietitrebbiatrici divennero largamente diffusi. Il professore dell'Università del Minnesota Norman Borlaug contribuì a questi sviluppi nell'ambito della rivoluzione verde. La maggiore mobilità portò a lavori più specializzati: il Minnesota dopo il secondo conflitto mondiale divenne un centro tecnologico. La Engineering Research Associates venne costituita nel 1946 per sviluppare calcolatori per la United States Navy; in seguito si unì alla Remington Rand e divenne nota come Sperry Rand. Williams Norris lasciò Sperry nel 1957 per fondare la Control Data Corporation (CDC). Cray Inc. fu fondata quando Seymour Cray lasciò CDC per fondare la sua azienda; l'azienda di apparecchi medicali Medtronic si lanciò sul mercato nelle Twin Cities (Minneapolis e Saint Paul) nel 1949. La no-profit Mayo Clinic, fondata nel 1864 a Rochester, crebbe tanto da divenire una delle principali aziende medicali del Paese, e nel XXI secolo è il principale datore di lavoro del Minnesota.
Nel 1957 il Parlamento dello stato creò una commissione di pianificazione per l'area metropolitana delle Twin Cities, che divenne il Consiglio Metropolitano nel 1967. Nel 1971, con il governatore Wendell Anderson, vennero approvate una serie di leggi chiamate "Miracolo del Minnesota" che portarono ad una grande riforma del sistema di finanziamento delle scuole pubbliche dello stato e del suo governo locale, creando una migliore distribuzione delle tasse e della gestione dell'istruzione. Due governatori dello stato nel periodo del dopoguerra, l'ex dentista Rudy Perpich e l'ex wrestler professionista Jesse Ventura, attrassero l'attenzione nazionale per il loro stile non convenzionale, e furono molto apprezzati all'interno dello stato. Dopo un periodo di governo diviso tra i grandi partiti durante il XXI secolo, il DFL (Partito Democratico-Contadino-Laburista del Minnesota) ottenne il controllo di tutti e tre i rami del governo del Minnesota e approvò importanti riforme nel corso della sessione legislativa del 2023, spostando lo stato in direzione progressista.

## Geografia

Cartina del Minnesota

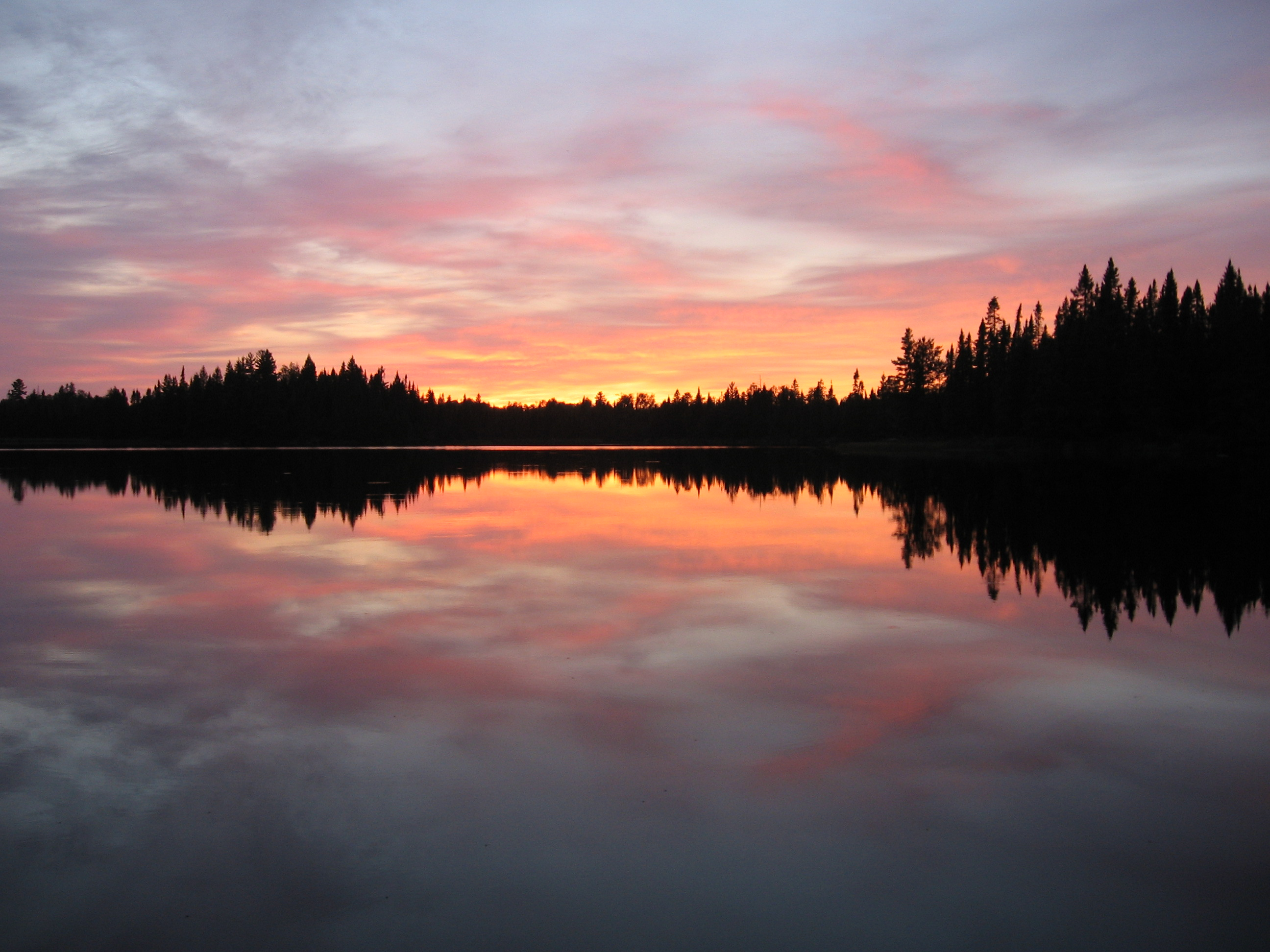
Lago Pose nel Boundary Waters Canoe Area Wilderness

Il Minnesota è lo Stato più settentrionale, dopo l'Alaska, degli Stati Uniti d'America: infatti il cosiddetto Northwest Angle, diviso dal resto dello Stato dal Lago dei Boschi, è l'unica parte dei quarantotto Stati contigui che giace a nord del 49º parallelo. Il Minnesota fa parte della regione dell'Upper Midwest e della regione dei Grandi Laghi. Confina a nord-est con il Lago Superiore, a est con il Wisconsin, a sud con lo Iowa, a ovest con il Dakota del Sud e il Dakota del Nord mentre a nord confina con le province canadesi dell'Ontario e del Manitoba. Con 225 180 km², circa il 2,25% degli Stati Uniti, il Minnesota è il 12º stato per estensione.

### Geologia

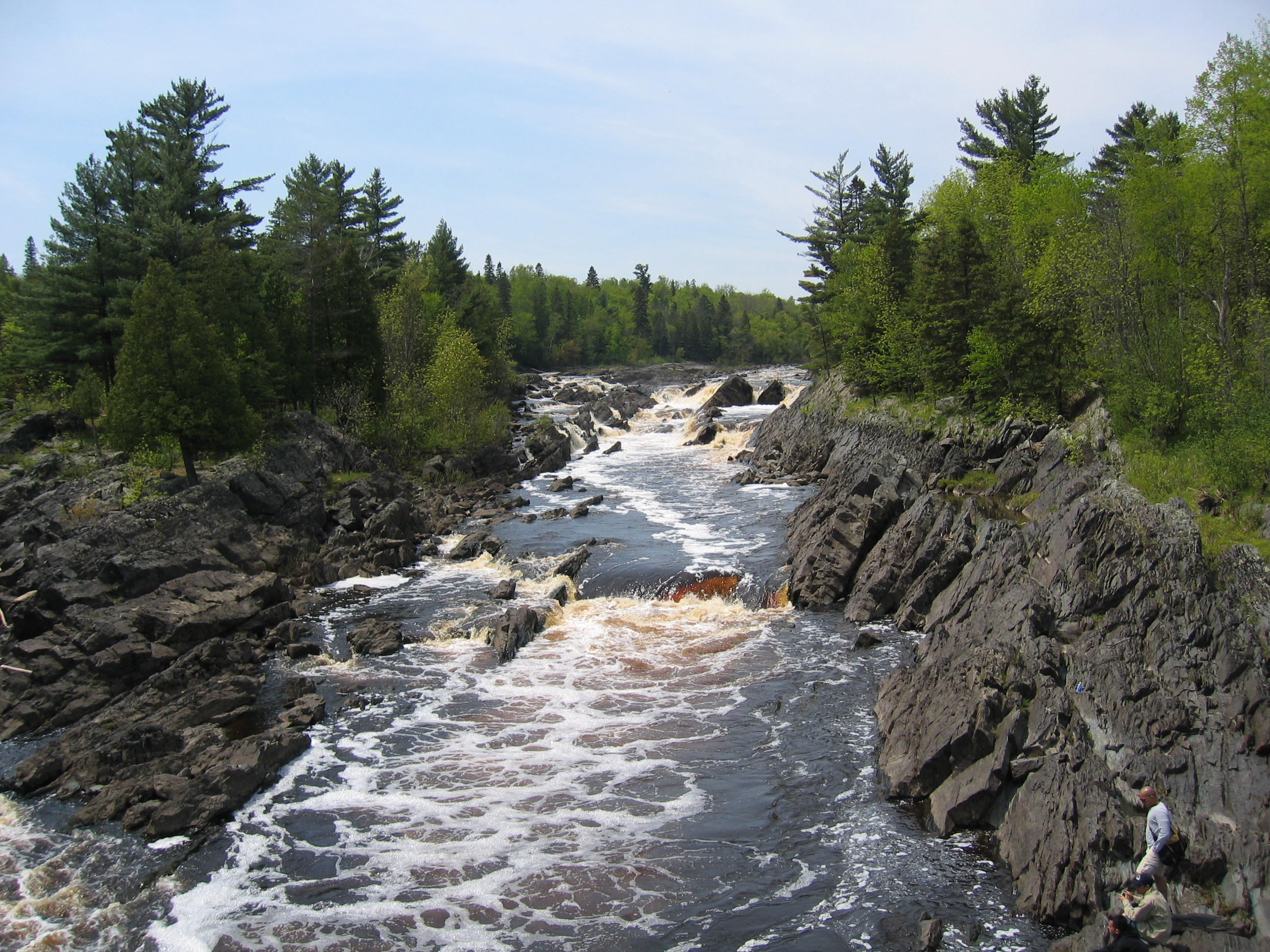
Letti inclinati della Formazione Thomson del Precambriano nel Jay Cooke State Park

Il Minnesota presenta alcune delle rocce più antiche della Terra, con gneiss che hanno circa 3,6 miliardi di anni (l'80% della vita totale del pianeta). Circa 2,7 miliardi di anni fa, lava basaltica fuoriuscì dalle spaccature del letto dell'oceano primordiane; i resti della roccia vulcanica formarono lo scudo canadese nel Minnesota settentrionale. Le basi di queste montagne vulcaniche e l'azione dei mari precambriani formarono la Iron Range nel Minnesota settentrionale; dal periodo vulcanico di 1,1 miliardi di anni fa, l'attività geologica del Minnesota si è quietata, senza formazione di vulcani o nuove montagne, ma con ripetute incursioni del mare, che ha lasciato diversi strati di rocce sedimentarie.
In tempi più recenti enormi calotte di ghiaccio spesse almeno un chilometro hanno definito il paesaggio dello stato e ne hanno scolpito l'area. La glaciazione del Wisconsin terminò 12 000 anni fa; questi ghiacciai coprivano tutto il Minnesota a parte il lembo sud-orientale, un'area caratterizzata da ripide colline e ruscelli che si infiltrarono nel substrato. Quest'area è nota come "zona senza deriva", per via dell'assenza della deriva glaciale. Quasi tutta la parte restante dello stato presenta almeno 15 metri di tillite rilasciata dopo il ritiro degli ultimi ghiacciai. L'enorme lago Agassiz si formò nel nord-ovest circa 13 000 anni fa; il suo letto oggi costituisce la fertile valle del Red River del Nord ed il suo emissario, il fiume glaciale Warren, ha scolpito la valle del fiume Minnesota e dell'Alto Mississippi a valle di Fort Snelling. Oggi il Minnesota è abbastanza quieto; i terremoti si verificano raramente, e gran parte di essi è di lieve entità.

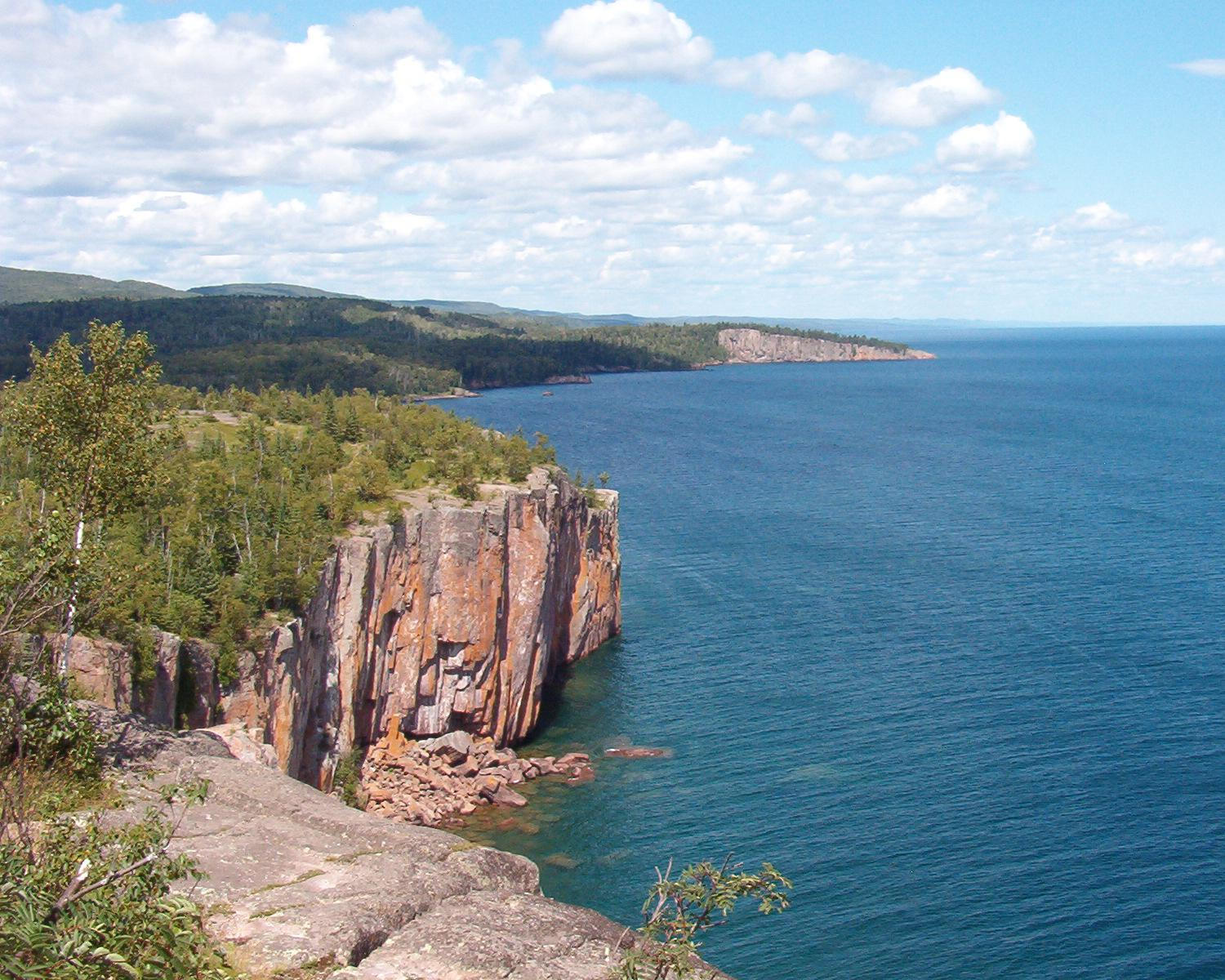
Palisade Head sul Lago Superiore si formò da un fiume di lava riolitica precambriana.

Il punto più elevato dello stato si trova a Eagle Mountain, a 701 metri di altezza, solo 21 km distante dal punto più basso dello stato, 183 metri sulla costa del Lago Superiore. Nonostante alcune elevate differenze locali di altitudine, gran parte dello stato è costituito da un bassopiano dolcemente ondulato.
Due grandi spartiacque si incontrano nel nord-est dello stato, presso Hibbing, formando un triplo bacino idrografico. Le precipitazioni possono seguire il fiume Mississippi verso sud fino al golfo del Messico, oppure il Saint Lawrence Seaway verso est fino all'oceano Atlantico, o ancora il bacino della baia di Hudson fino al Mar Glaciale Artico.
Il soprannome dello stato "Terra dei 10 000 laghi" richiama il fatto che nel Minnesota vi sono 11 842 laghi che si estendono oltre i 4 ettari. Lo stato ha più laghi con un nome rispetto a tutti gli altri stati degli Stati Uniti, ma non ha più laghi in assoluto; quattro stati hanno più laghi del Minnesota: Alaska, Kansas, Michigan e Florida. La parte del Lago Superiore che si trova nel Minnesota è il maggiore bacino dello stato, 3 896 km², e il più profondo, con 390 metri. Lo stato conta 6 564 fiumi e ruscelli naturali che complessivamente scorrono per 111 000 km; il fiume Mississippi inizia il suo percorso dalla sorgente presso il lago Itasca e attraversa il confine con l'Iowa 1 090 km più a valle. Presso Fort Snelling confluisce il fiume Minnesota, il fiume St. Croix presso Hastings e il fiume Chippewa presso Wabasha, oltre a molti riuscelli minori. Il Red River forma un bacino nella parte nord-occidentale dello stato che porta le acque verso nord, verso la baia di Hudson del Canada. Nel Minnesota vi sono circa 43 000 km² di paludi, la maggiore estensione di tutti gli altri stati, eccetto l'Alaska.

### Flora e fauna
Il Minnesota ha quattro zone ecologiche: la regione delle praterie, nella parte sud-occidentale ed occidentale dello stato; la zona delle foreste decidue temperate (Big Woods) nel sud-est, ma si estende anche in una stretta striscia di terra nella parte nord-occidentale dello stato, dove diventa una prateria di erbe alte. Nel nord si trova la foresta mista laurenziana, una foresta di transizione tra la foresta boreale del nord e le foreste di latifoglie del sud. Queste foreste settentrionali costituiscono una grande area selvaggia di pini e pecci, uniti a macchie sparse di betulle e pioppi.
Molte foreste del nord del Minnesota sono state soggette ad abbattimenti, lasciando solamente alcuni tratti di foreste vergini, che oggi si trovano nelle aree della Foresta nazionale di Chippewa e nella Foresta nazionale di Superior, dove la Boundary Waters Canoe Area Wilderness conta circa 162 000 ettari di foresta vergine. Anche se gli abbattimenti continuano, la ricrescita e le nuove piantumazioni mantengono circa un terzo dello stato forestato. Quasi tutte le praterie e le savane di querce sono state spezzettate dall'agricoltura, dal pascolo, dal taglio del legname e dallo sviluppo urbano.
Mentre la riduzione degli habitat ha impattato sugli animali nativi come la martora americana, l'alce, il caribù e il bisonte americano, altri come il cervo dalla coda bianca e la lince rossa ancora prosperano. Il Minnesota ha la maggiore popolazione di lupo grigio della nazione, a parte l'Alaska, ed ha importanti popolazioni di orsi neri, alci e geomidi. Trovandosi nella Mississippi Flyway, il Minnesota ospita numerosi uccelli acquatici migratori, come oche e anatre, oltre a tetraoni, fagiani e tacchini. Ospita anche numerosi rapaci, e nel 2007 contava il maggior numero di coppie di aquila calva degli Stati Uniti d'America contigui, oltre a poiane codarossa e gufi delle nevi. Hawk Ridge è uno dei principali siti di birdwatching dell'America settentrionale; i laghi brulicano di pesci come walleye, attinopterigi, muskellunge e lucci, mentre il salmerino di fonte, la trota e la trota iridea popolano i corsi d'acqua del sud-est e nord-est.

### Clima

Classificazione dei climi di Köppen del Minnesota

Il clima, stante l'enorme lontananza dal mare, è di tipo fortemente continentale con inverni molto rigidi ed estati abbastanza calde e umide (Minneapolis, al centro, ha una media a gennaio di −6,2 °C/−16,2 °C e a luglio di 17,2 °C/28,8 °C), attenuate però dalla vicinanza dei Grandi Laghi del nord. Per l'assenza di barriere naturali il Minnesota è esposto per tutto l'inverno a correnti fredde dal nord, con brevi attenuazioni per i venti caldi provenienti da sud. Le medie di gennaio variano tra −8 °C (al sud) e −16 °C (al nord) con estremi di −10 °C e −19 °C (Tower, che nel periodo 1994-2001 ha avuto una media minima del mese di −25,3 °C). Le dieci città più fredde degli USA contigui, stabilite dalle medie di gennaio, si trovano tutte nel Minnesota. La città più fredda dei quarantotto stati è in genere indicata essere International Falls, con una media di gennaio di −23,3 °C/−30 °C e una annua di 3 °C, ma è in realtà Tower, la cui media è 1,4 °C e che detiene il record assoluto ufficiale dello Stato di −51 °C, registrato il 2 febbraio 1996 (tra l'altro lo stesso giorno in una palude vicina vennero misurati −59 °C).
L'estate tende a essere calda e umida al sud e fresca e meno umida al nord. Il record di caldo del Minnesota è 46 °C. La primavera e l'autunno sono le stagioni più notevoli e con più escursione termica: nella prima a marzo le condizioni sono chiaramente invernali con temperature anche di giorno spesso sotto 0 °C, ma già ad aprile tutto è cambiato; le nevicate e le riprese fredde possono spingersi fino a maggio. In autunno già settembre vede una netta diminuzione rispetto all'estate, a ottobre vengono le prime gelate e spesso già all'inizio di novembre, o anche prima (si sono verificati blizzard rilevanti ad Halloween), si piomba nell'inverno con neve che si scioglierà soltanto dopo metà marzo (dipende anche dai luoghi: nel sud il manto nevoso rimane da fine novembre o inizio dicembre fino ai primi di marzo, nel nord da metà novembre a fine marzo e, talvolta, inizio aprile).
In primavera, specialmente verso aprile-maggio, si verificano forti temporali che danno vita a tornado, alcuni dei quali catastrofici.

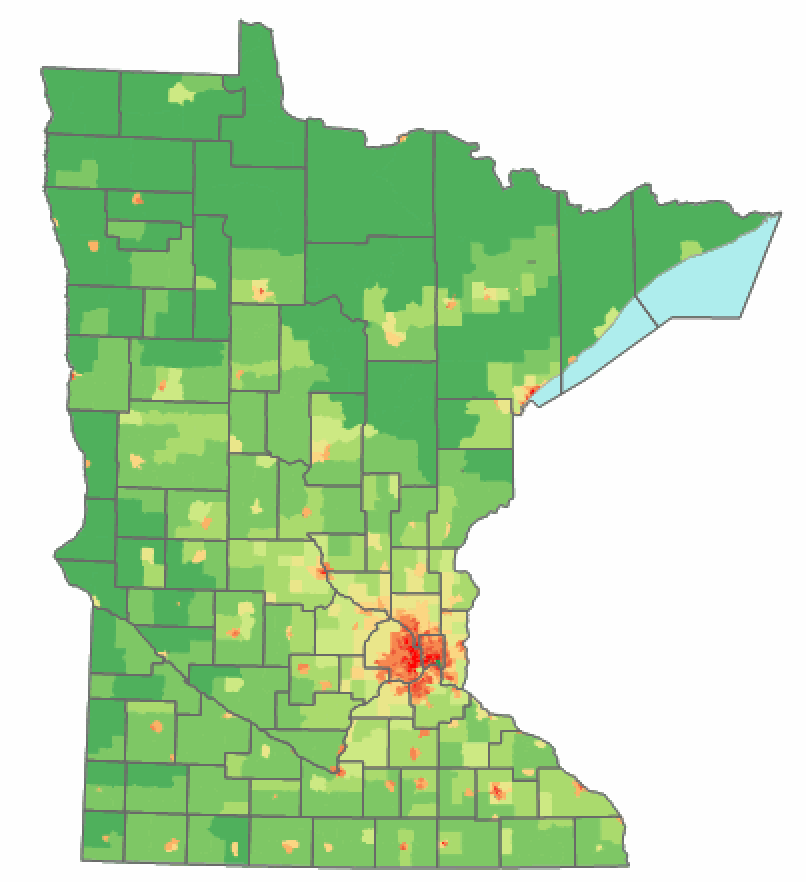
Rappresentazione grafica della densità della popolazione del Minnesota

## Governo

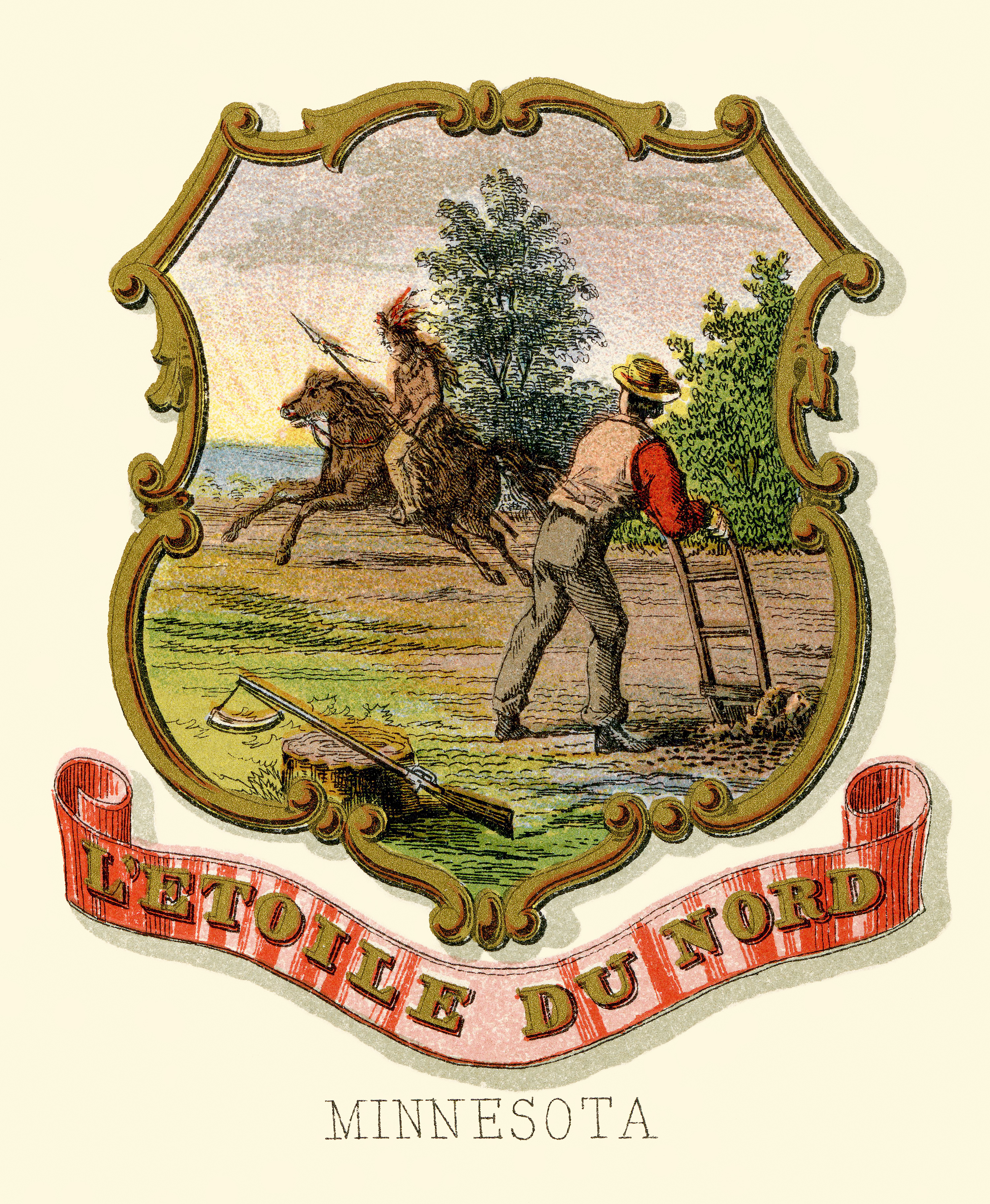
Lo stemma storico del Minnesota del 1876

Il Minnesota è governato secondo la Costituzione del Minnesota, adottata il 13 ottobre 1857, circa un anno prima dell'ingresso nell'Unione. Come tutti gli stati degli Stati Uniti ed il governo federale, il Minnesota ha un sistema repubblicano di rappresentanza politica, con il potere diviso in tre rami: esecutivo, legislativo e giudiziario. La costituzione dello stato comprende una carta che riafferma molti degli stessi diritti e libertà sanciti dalla Carta dei Diritti federale, alcuni dei quali sono protetti in maniera più forte ed esplicita.

### Potere esecutivo

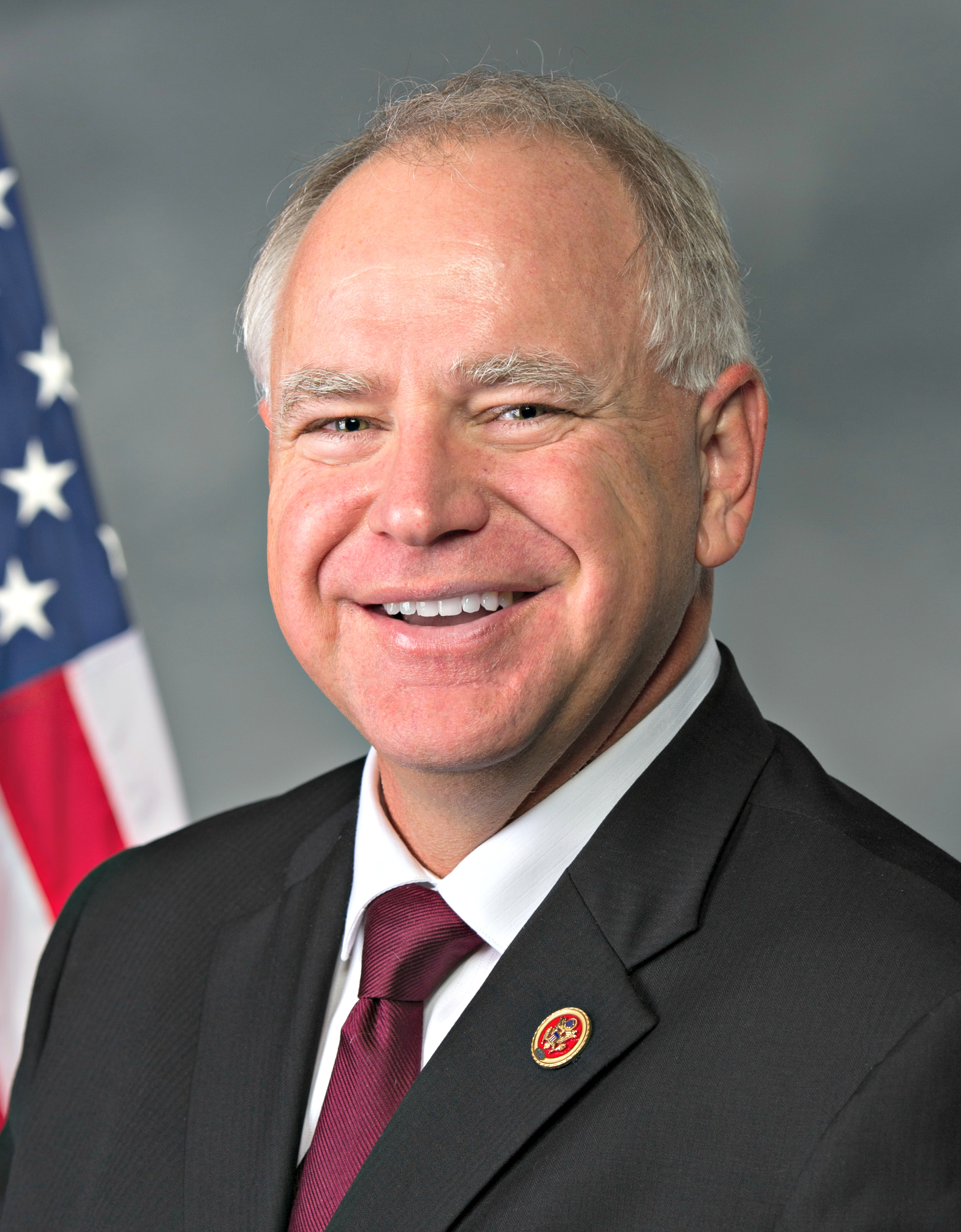
Il governatore Tim Walz

Il ramo esecutivo viene diretto dal governatore del Minnesota, attualmente Tim Walz, del Partito Democratico-Contadino-Laburista del Minnesota (DFL), in carica dal 7 gennaio 2019. Walz è stato anche candidato vice presidente degli Stati Uniti insieme a Kamala Harris in occasione delle elezioni presidenziali del 2024, nelle quali ha vinto il candidato repubblicano Donald Trump. In quanto capo dell'esecutivo, il governatore del Minnesota nomina i capi delle agenzie dello stato ed è responsabile dell'applicazione delle leggi. Come comandante in capo delle forze armate dello stato, il governatore detiene il comando ed il controllo della Minnesota National Guard. Un gabinetto consistente del Vicegovernatore e dei capi delle 22 agenzie dello stato assiste il governatore nella gestione del governo.
Oltre al governatore ed il vicegovernatore, che vengono eletti congiuntamente, gli abitanti del Minnesota eleggono separatamente tre altre cariche costituzionali: il segretario di stato, il procuratore generale e il revisore dei conti di stato. Queste cinque cariche elettive costituiscono insieme il Consiglio Esecutivo, che ha alcune responsabilità di legge in materia di finanze dello stato, gestione delle emergenze e amministrazione delle terre demaniali.

### Potere legislativo

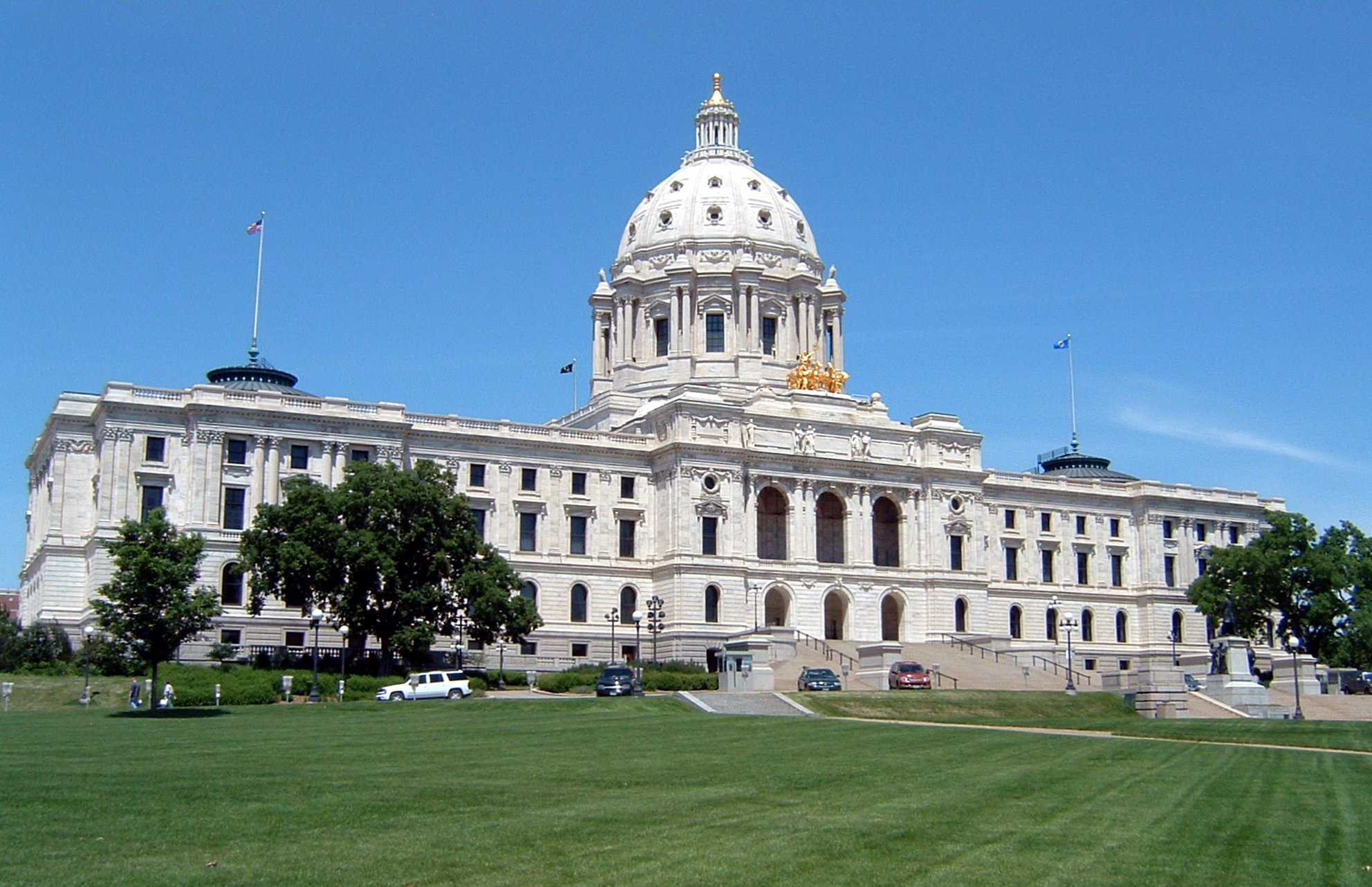
Il Campidoglio del Minnesota a Saint Paul, progettato da Cass Gilbert

Il Potere legislativo in Minnesota è suddiviso in due camere, costituite dal Senato e dalla Camera dei rappresentanti. Lo stato è suddiviso il 67 distretti, ciascuno consistente di circa 60 000 persone; ogni distretto elegge un senatore e due rappresentanti, ed ogni distretto senatoriale è suddiviso in una sezione A e B per l'elezione dei membri della Camera. I senatori vengono eletti ogni quattro anni, e i rappresentanti ogni due.
Dal 2023 sia la Camera che il Senato hanno una leggera maggioranza del DFL.

### Potere giudiziario
Il sistema giudiziario del Minnesota presenta tre livelli; quasi tutti i casi hanno origine nelle corti distrettuali, che hanno una giurisdizione generale. Vi sono 279 unità territoriali, divise in dieci distretti giudiziari. I ricorsi dei tribunali di primo grado e le impugnazioni di alcune decisioni governative vengono esaminati dalla Corte d'appello del Minnesota, composta da 19 giudici che tipicamente siedono in collegi di tre giudici. La Corte suprema del Minnesota è composta da sette giudici, esamina tutti i ricorsi del tribunale tributario, della corte d'appello per la compensazione dei lavoratori, delle condanne per omicidio di primo grado e dei ricorsi discrezionali della corte di ricorsi; ha anche giurisdizione originaria sulle controversie elettorali.
Esistono anche due tribunali specializzati all'interno degli enti amministrativi: la corte d'appello per l'indennità dei lavoratori e il tribunale tributario, che si occupa di casi fiscali non penali.

### Livello federale
Le senatrici federali del Minnesota sono le democratiche Amy Klobuchar e Tina Smith; lo stato conta otto distretti congressuali, rappresentati da Brad Finstad (1° distretto; repubblicano), Angie Craig (2° distretto; DFL), Dean Phillips (3° distretto; DFL), Betty McCollum (4° distretto; DFL), Ilhan Omar (5° distretto; DFL), Tom Emmer (6° distretto; repubblicano), Michelle Fischbach (7° distretto; repubblicano) e Pete Stauber (8° distretto; repubblicano).
I casi federali vengono ascoltati nella Corti distrettuali degli Stati Uniti d'America per il Distretto del Minnesota, che si trova a Minneapolis, Saint Paul, Duluth e Fergus Falls. Gli appelli vengono ascoltati dalla Corte di Appello dell'Ottavo Circuito, che ha sede a Saint Louis in Missouri e Saint Paul in Minnesota.

## Politica
Il Minnesota è noto per la sua cittadinanza politicamente attiva, e il populismo è una caratteristica da tempo presente nel panorama politico; nello stato si registra solitamente un'alta affluenza alle urne: alle elezioni presidenziali del 2008 votò il 78,2% degli abitanti, la percentuale maggiore di tutti gli altri stati, rispetto alla media nazionale del 61,2%. La cifra venne superata nel 2020, quando il 79,96% dei registrati partecipò alle elezioni. Gli elettori possono registrarsi anche durante l'Election Day presso i seggi elettorali, fornendo evidenza della propria residenza.
Hubert Humphrey portò lo stato sotto i riflettori nazionali con il suo discorso alla Convenzione Nazionale Democratica del 1948; gli abitanti del Minnesota assegnano i voti del Collegio elettorale per il candidato presidenziale democratico sin dal 1976, il periodo più lungo di ogni altro stato. Il Minnesota è l'unico stato della nazione che non votò per Ronald Reagan in nessuna delle sue due campagne elettorali, avendo lo stato votato per il candidato democratico in ogni elezione presidenziale sin dal 1960, con l'eccezione del 1972, quando lo stato venne vinto dal repubblicano Richard Nixon.
Sia il partito democratico che quello repubblicano sono i principali partiti del Minnesota, ma il partito Democratico a livello statale ha un nome diverso, ed è noto ufficialmente come Partito Democratico-Contadino-Laburista del Minnesota (DFL); fu costituito nel 1944 dall'alleanza dei democratici del Minnesota e il partito Contadino-Laburista.
Lo stato ha avuto anche altri movimenti attivi; il Partito della Riforma, oggi Partito dell'Indipendenza, riuscì ad eleggere l'ex sindaco di Brooklyn Park ed il wrestler professionista Jesse Ventura alle elezioni governatoriali del 1998. Il Partito dell'Indipendenza ricevette sufficienti voti da mantenere lo status di partito rilevante. Il Partito Verde del Minnesota, che oggi non ha più uno status rilevante, ha una massiccia presenza nei governi municipali, principalmente a Minneapolis e Duluth, dove compete direttamente con il partito DFL per le cariche locali. Lo status di principale partito nel Minnesota (che garantisce accesso a finanziamenti di stato per le elezioni) è riservato ai partiti i cui candidati hanno ricevuto almenio il 5% dei voti in qualsiasi elezione statale (governatoriale, per il Segretario di Stato, o per il Presidente degli Stati Uniti).
I seggi senatoriali dello stato furono divisi tra i due partiti all'inizio degli anni '90 e nel 108° e 109º Congresso; in generale la delegazione dello stato al Congresso fu divisa, con quattro rappresentanti ed un senatore per ogni partito, repubblicano e democratico. Nelle elezioni di metà mandato del 2006 furono eletti democratici per tutte le cariche statali, eccetto il governatore ed il suo vice, mentre i repubblicani Tim Pawlenty e Carol Molnau furono rieletti con una risicata maggioranza. Il DFL ottenne vantaggi a doppia cifra in entrambe le camere del Parlamento statale, elesse Amy Klobuchar al Senato federale e aumentò di un'unità la delegazione del partito alla Camera. Keith Ellison (DFL) fu eletta come prima afroamericana rappresentante del Minnesota, oltre ad essere la prima musulmana eletta al Congresso a livello nazionale. Nel 2008 il democratico ed ex attore e presentatore radiofonico Al Franken sconfisse il repubblicano in carica al Senato Norm Coleman per 312 voti sui circa 3 milioni di votanti.
Alle elezioni del 2010 i repubblicani ottennero il controllo di entrambe le camere del Parlamento del Minnesota per la prima volta in 38 anni, e con l'elezione di Mark Dayton, il DFL conquistò la carica di governatore per la prima volta in 20 anni. Due anni dopo, il DFL ottenne nuovamente il controllo di entrambe le camere, e con Dayton in carica, il partito ebbe il controllo del ramo legislativo ed esecutivo per la prima volta dal 1990. Due anni dopo, i repubblicani riconquistarono il controllo della Camera, e nel 2016 i repubblicani riottennero il controllo del Senato dello stato. Nel 2018 il DFL ottenne nuovamente il controllo della Camera, eleggendo anche Tim Walz come governatore, situazione che permane anche oggi.
In uno studio del 2020, il Minnesota è risultato il 15° stato in cui è più facile per i cittadini votare.

## Società

### Evoluzione demografica

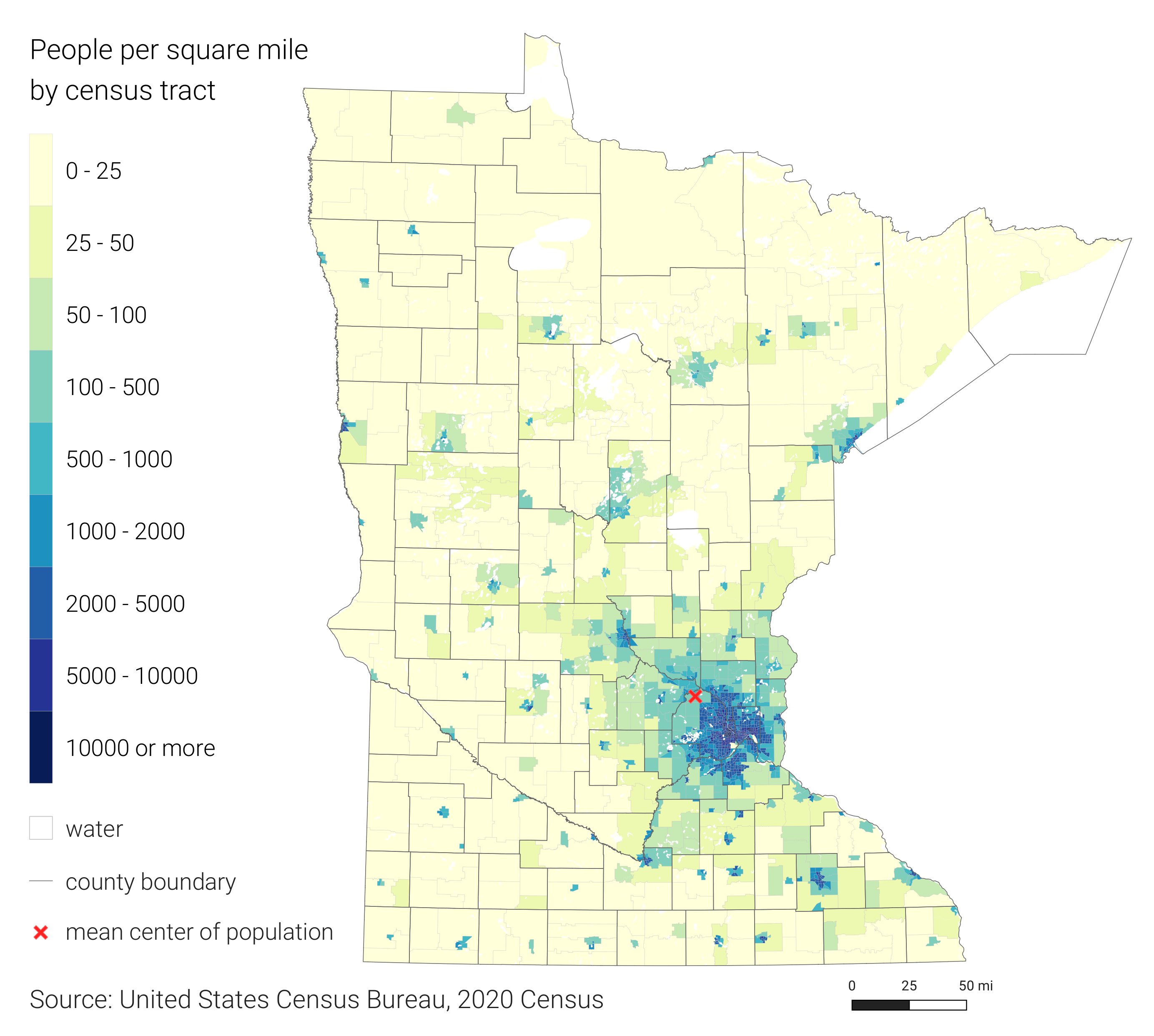
Cartina della densità di popolazione del Minnesota nel 2020

Secondo l'Ufficio del censimento degli Stati Uniti d'America ed il Minnesota State Demographic Center, il Minnesota nel 2020 contava una popolazione di circa 5,7 milioni di persone, il che ne fa il 22º stato per popolazione. Il tasso di fertilità nel 2021 era a 1,75, ma lo stato ha comunque visto crescere la popolazione nell'ultimo secolo, anche per via di una massiccia immigrazione. In origine destinazione degli immigrati europei del tardo XIX secolo e dell'inizio del XX, principalmente da Scandinavia, Germania e Irlanda, oggi attrae persone dall'America latina, principalmente dal Messico, dall'Africa orientale (principalmente dalla Somalia e dall'Etiopia), e dall'Asia meridionale e dal sud-est asiatico, specialmente hmong, vietnamiti e indiani. Lo stato ha una popolazione diversificata in termini di età, luogo di origine, ascendenza e status socio-economico; la popolazione è istruita e il reddito medio familiare è intorno ai 77 000 dollari.
Nel 1850 il Minnesota contava una popolazione inferiore ai 6 100 abitanti; la popolazione crebbe fino a raggiungere i 1,75 milioni di abitanti intorno al 1900. Nei sei decenni successivi si ebbe una crescita della popolazione pari al 15% per decennio, nel 1960 la popolazione era di 3,4 milioni di persone. Negli anni '60 il tasso di crescita diminuì e la popolazione nel 1970 era di 3,8 milioni di persone. Il censimento del 2000 indicava 4,9 milioni di abitanti. Il 1º luglio 2007 la popolazione stimata dello Stato era pari a 5 197 621 (U.S. Census Bureau). I dati relativi alla popolazione, età media, distribuzione dei sessi ecc. sono simili a quelli del resto degli Stati Uniti, tranne i dati relativi alle minoranze etniche che costituiscono una percentuale di popolazione significativamente inferiore che nel resto del paese..
La popolazione del Minnesota è così composta:
- 88,6% bianchi
- 4,7% neri
- 4,3% ispanici
- 3,8% asiatici
- 1,3% nativi americani

Il 37,9% dichiara di avere origini tedesche, il 32,1% scandinave, l'11,7% irlandesi, il 7,9% italiane, il 6,3% inglesi, il 5,1% polacche e il 4,2% francesi.

### Città

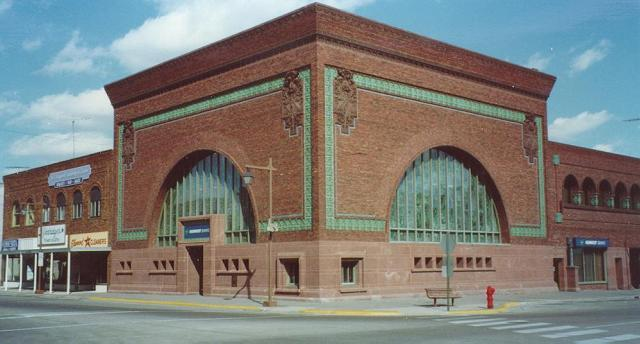
National Farmers Bank a Owatonna, di Louis Sullivan

Saint Paul, nella parte centro-orientale del Minnesota lungo le rive del fiume Mississippi, è la capitale dello stato dal 1849, prima come capitale del Territorio del Minnesota e dal 1858 come capitale dello stato.
Saint Paul è vicina alla città più popolosa del Minnesota, Minneapolis; insieme ai loro quartieri satellite, costituiscono l'Area metropolitana di Minneapolis-Saint Paul, o "Twin Cities" (città gemelle), la 16° area metropolitana più grande degli Stati Uniti, in cui vive il 55% della popolazione dello stato. La parte restante dello stato è noto come Greater Minnesota, o Outstate Minnesota.
Lo stato conta 17 città con popolazione sopra 50 000 nel 2010; in ordine discendente di popolazione, sono Minneapolis, Saint Paul, Rochester, Bloomington, Duluth, Brooklyn Park, Plymouth, Saint Cloud, Woodbury, Blaine, Lakeville, Eagan, Maple Grove, Coon Rapids, Eden Prairie, Minnetonka, Burnsville e Apple Valley. Tra queste, solo Rochester, Duluth e Saint Cloud si trovano fuori dall'area metropolitana delle Twin Cities.
La popolazione del Minnesota è in continua crescita, principalmente nei centri urbani. La popolazione delle contee metropolitane di Sherburne e Scott è raddoppiata tra il 1980 al 2000, mentre 40 delle 87 contee dello stato hanno visto diminuire i residenti nello stesso periodo.
| 1  | Minneapolis   | Hennepin   | 425 336 |
| 2  | Saint Paul    | Ramsey     | 307 193 |
| 3  | Rochester     | Olmsted    | 121 465 |
| 4  | Bloomington   | Hennepin   | 89 298  |
| 5  | Duluth        | St. Louis  | 86 372  |
| 6  | Brooklyn Park | Hennepin   | 84 526  |
| 7  | Plymouth      | Hennepin   | 79 828  |
| 8  | Woodbury      | Washington | 76 990  |
| 9  | Lakeville     | Dakota     | 72 812  |
| 10 | Blaine        | Anoka      | 70 935  |

## Università
- Macalester College, Saint Paul

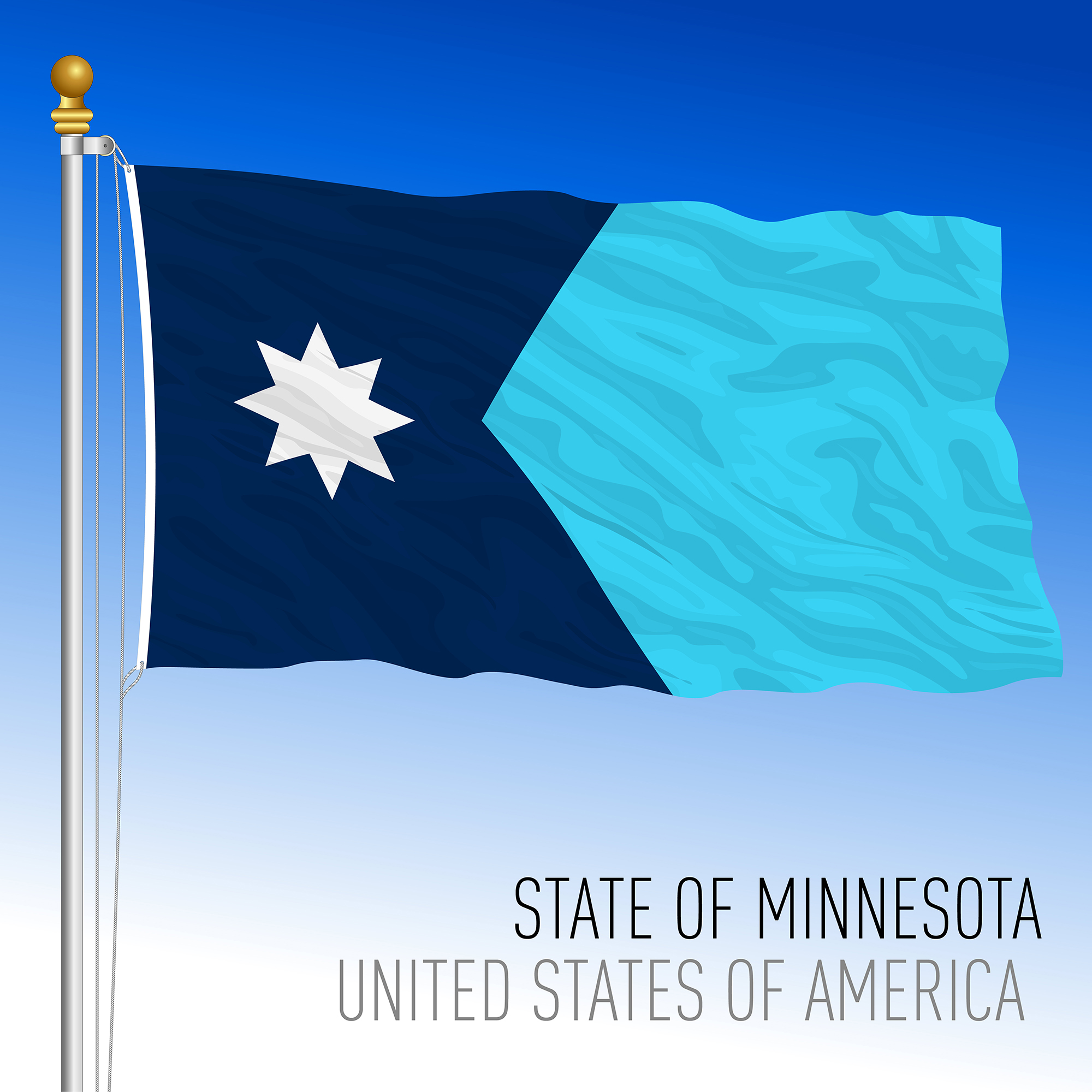
La nuova bandiera del Minnesota, dall'11 maggio 2024.

- Metropolitan State University, Minneapolis, Saint Paul
- Università del Minnesota, Minneapolis, Saint Paul
- Hamline University, Saint Paul
- University of Saint Thomas, Saint Paul
- Bethel University, Saint Paul
- Minnesota State University, Mankato (Minnesota)

## Religione
- Cristiani: 84%
  - Protestanti: 58%
    - Anglicani: 26%
    - Battisti: 5%
    - Metodisti: 4%
    - Presbiteriani: 3%

  - Cattolici: 25%
  - mormoni: 1%
- Altro: 1%
- Atei: 15%

## Sport
Le franchigie del Minnesota che partecipano al Big Four (le quattro grandi leghe sportive professionistiche americane) sono:
- Minnesota Vikings (con sede a Minneapolis), NFL
- Minnesota Twins (con sede a Minneapolis), MLB
- Minnesota Timberwolves (con sede a Minneapolis), NBA
- Minnesota Wild (con sede a Saint Paul), NHL

Vi sono inoltre il Minnesota United di Saint Paul nella MLS e i Minnesota Swarm di Minneapolis nella NLL.